# IC 402
IC 402 est une galaxie spirale intermédiaire située dans la constellation de l'Éridan. Sa vitesse par rapport au fond diffus cosmologique est de 3 269 ± 14 km/s, ce qui correspond à une distance de Hubble de 48,2 ± 3,4 Mpc (∼157 millions d'al). IC 402 a été découverte par l'astronome américain Frank Müller en 1893.
La classe de luminosité d'IC 402 est III-IV et elle présente une large raie HI.
En raison d'une brillance de surface égale à 15,04 mag/am2, on peut qualifier IC 402 de galaxie à faible brillance de surface (LSB en anglais pour low surface brightness). Les galaxies LSB sont des galaxies diffuses (D) avec une brillance de surface inférieure de moins d'une magnitude à celle du ciel nocturne ambiant.
À ce jour, deux mesures non basées sur le décalage vers le rouge (redshift) donnent une distance de 51,400 ± 7,495 Mpc (∼168 millions d'al), ce qui est à l'intérieur des valeurs de la distance de Hubble.

## Groupe de NGC 1752
IC 402 fait partie du groupe de NGC 1752 qui comprend au moins 4 galaxies. Les trois autres galaxies sont NGC 1752, NGC 1779 et IC 401.